# 1051年
| 千纪： | 2千纪 |
| 世纪： | 10世纪 \| 11世纪 \| 12世纪                                                                                                   |
| 年代： | 1020年代 \| 1030年代 \| 1040年代 \| 1050年代 \| 1060年代 \| 1070年代 \| 1080年代                                             |
| 年份： | 1046年 \| 1047年 \| 1048年 \| 1049年 \| 1050年 \| 1051年 \| 1052年 \| 1053年 \| 1054年 \| 1055年 \| 1056年                   |
| 纪年： | 辛卯年（兔年）；契丹重熙二十年；北宋皇祐三年；西夏天祐垂聖二年；大理保安七年；南天国景瑞三年；越南崇興大寶三年；日本永承六年 |

## 大事记
- 遼興宗同意西夏的議和，結束第二次遼夏戰爭。
- 日本前九年之役開始。
- 基輔洞窟修道院修建完成。

## 逝世
- 毕升，活字印刷术发明者
- 夏竦（985年－1051年，66岁），字子乔，北宋大臣